# Antonio Flores Díaz
Antonio Flores Díaz, también conocido como El Monicha (fallecido en 1936) fue un novillero con muchas posibilidades en 1936. Amigo y compañero de Manuel Rodríguez Sáchez "Manolete", habían toreado juntos algunas novilladas y becerradas, como la que se muestra en el cartel de la segunda corrida nocturna del sábado 19 de julio de 1930

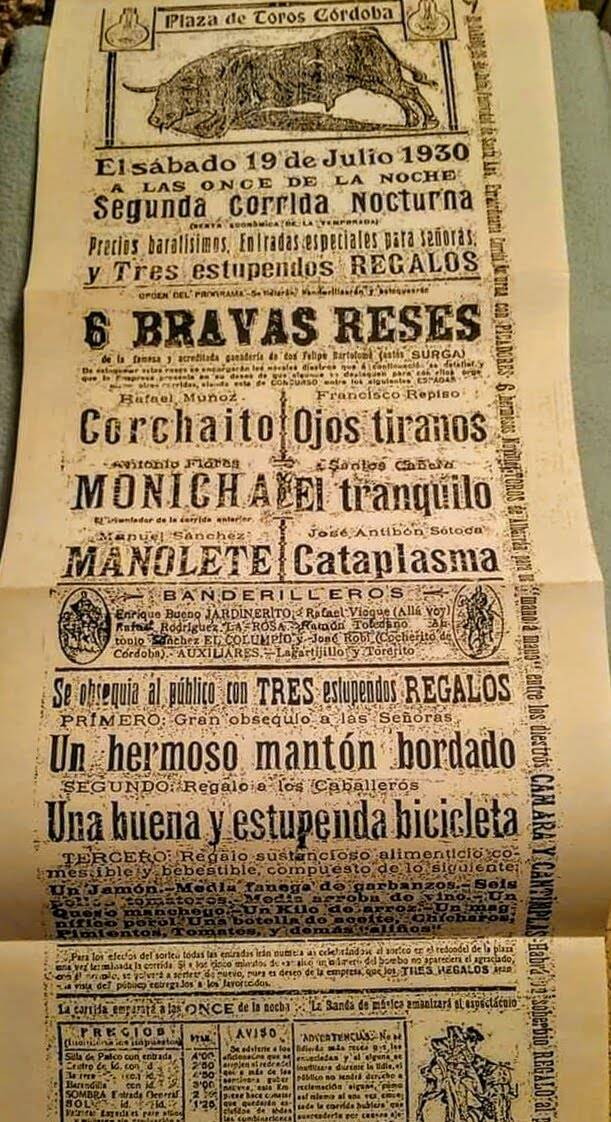
Cartel de la segunda corrida nocturna celebrada el sábado 19 de julio de 1930, en la antigua Plaza de Toros de Córdoba de "Los Tejares", donde aparece "El Monicha" junto a "Manolete" y otros novilleros noveles.

## Biografía
El 27 de septiembre de 1936, entrenándose, camino de Las Ermitas de Córdoba, El Monicha se acercó a un grupo de lo que creía eran "partisanos" diciendo Salud Camaradas. Fue hecho prisionero ya que eran nacionales, y encerrado en la prisión del Alcázar de Córdoba, donde su hermano M. Flores , cumplía servicio militar.
Su padre, Manuel Flores M., contratista de obras y extrabajador del Ayuntamiento, pidió ayuda para interceder por su hijo y, tanto Alcalde como Gobernador, le dieron confirmación de que su hijo no sería fusilado.
Ese mismo día de la confirmación, lo sacaron de madrugada, el 2 de octubre de 1936 y lo fusilaron en la "parilla" del cementerio de San Rafael.
El único documento referente a Antonio Flores Díaz es la información que aparece en su expediente penitenciario, facilitada por Patricio Hidalgo, en su página web y que dice:

Antonio Flores Díaz, de 24 años, natural de Córdoba,soltero, con domicilio en Campo Madre de Dios nº 11, albañil. Ingresó en la Prisión Provincial de Córdoba el lunes 28 de septiembre de 1936 conducido por la Guardia Civil por orden del capitán jefe de Información. Entregado a fuerzas de la Guardia Civil por orden del Jefe de Orden Público el jueves 1 de octubre.  Fue fusilado la madrugada del día 2 de octubre de 1936, junto a otros tres hombres y una mujer que salieron de la cárcel con él. No lo he encontrado inscrito en el Registro Civil ni está anotado en los libros de cementerios. En el libro del Cementerio de "S. Rafael", el día 2 de octubre de 1936 aparecen seis hombres y una mujer desconocidos, de muerte violenta, enterrados en la zanja

## Referencias

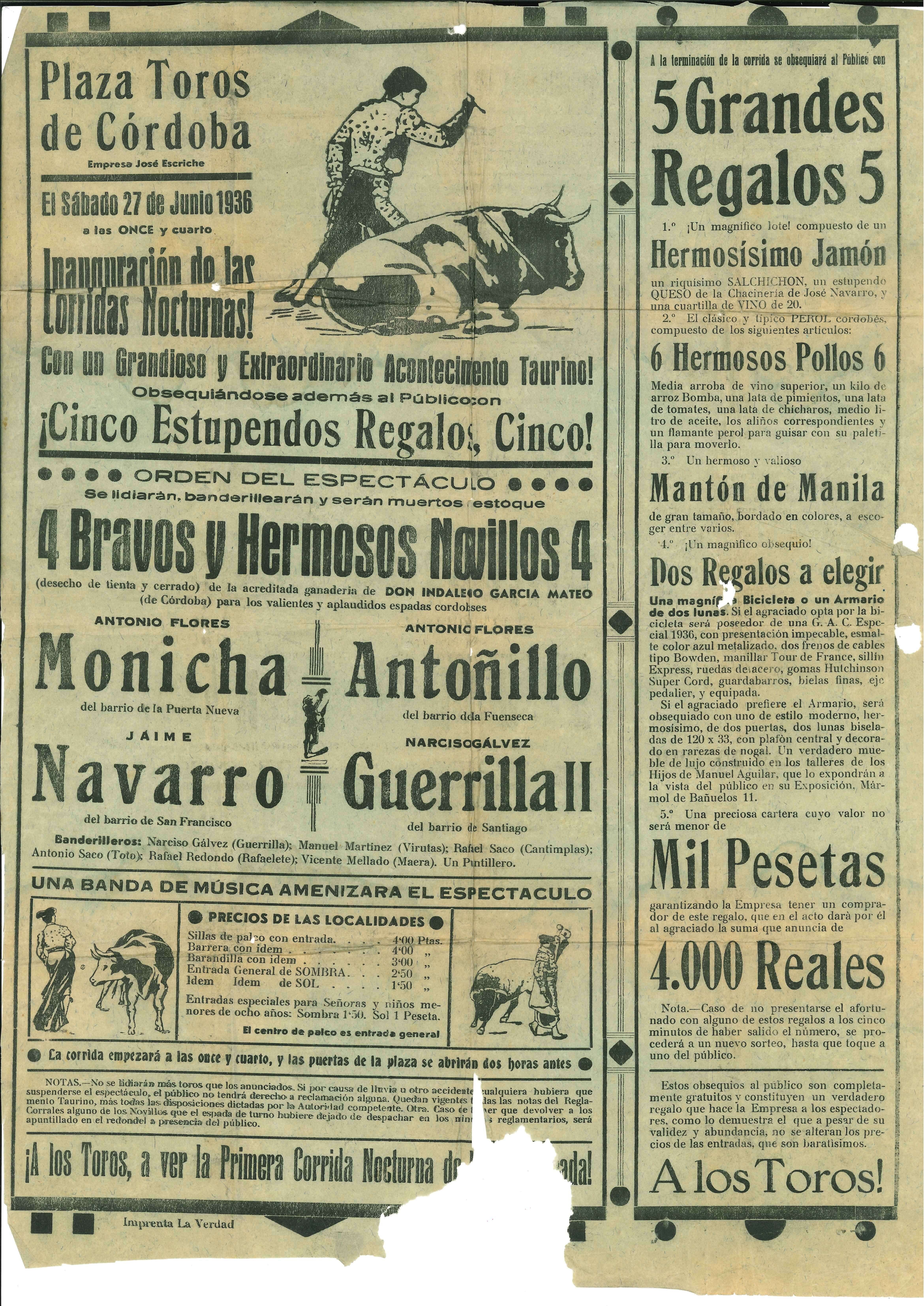